# Le Désert du monde
Le Désert du monde est un roman post-apocalyptique français écrit par Jean-Pierre Andrevon et paru en 1977 dans la collection Présence du futur. 